# Kondrajec
Kondrajec (prononciation : [kɔnˈdrajɛt͡s]) est un village polonais de la gmina de Sochocin dans le powiat de Płońsk de la voïvodie de Mazovie dans le centre-est de la Pologne.
Il se situe à environ 4 kilomètres au nord-est de Sochocin (siège de la gmina), 12 kilomètres au nord-est de Płońsk (siège du powiat) et à 63 kilomètres au nord-ouest de Varsovie (capitale de la Pologne).

## Histoire
De 1975 à 1998, le village appartenait administrativement à la voïvodie de Ciechanów.